# Ruská kolonizace Ameriky

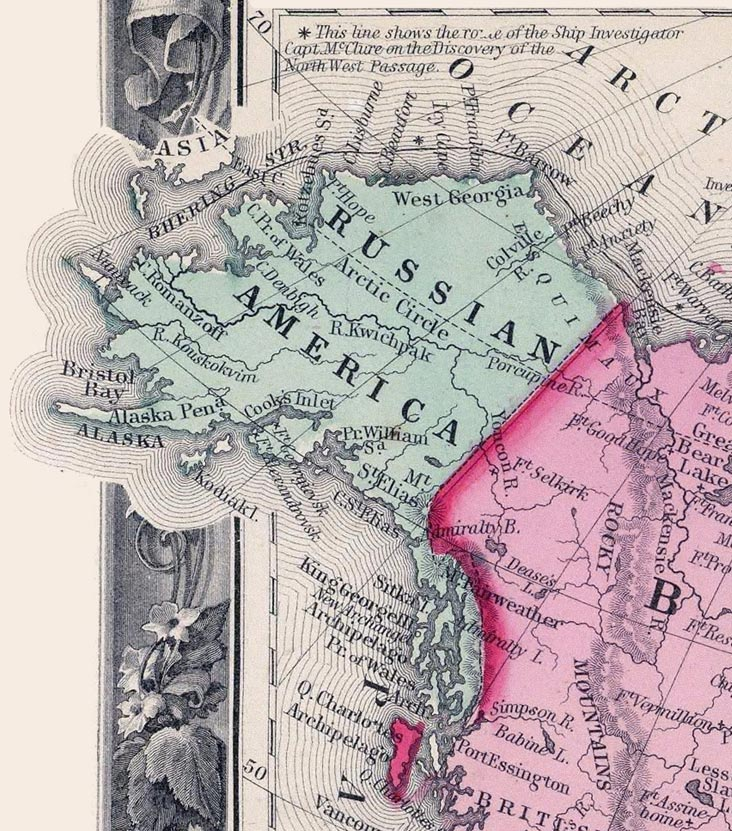
Ruská Amerika v roce 1860

Ruská kolonizace Ameriky je označení pro součást kolonizace Severní Ameriky, při které se Ruské impérium v 18.–19. století snažilo získat obchodní či jiný vliv nebo přímo kolonie na území Severní Ameriky, zejména na Aljašce. Datuje se od výpravy vyslané carem Petrem Velikým pod vedením Vituse Beringa, která 1728 doplula přes Beringovu úžinu do Ameriky, a prodejem Aljašky USA v roce 1867.
Na Aljašce se nedařilo pěstování obilnin a obyvatelé trpěli často hladem. Prvním správcem Rusko-americké společnosti byl Alexandr Andrejevič Baranov. Ten se snažil upevnit ruskou moc na americké pevnině a udělal pro to mnoho kroků. Podporoval různá řemesla a snažil se založit kolonii na jižním pobřeží Pacifiku, která by se stala obilnicí Ruské Ameriky. Na Aljašce žilo (a ještě žije) mnoho kožešinových zvířat, která Rusové vybíjeli a jejich kožešiny prodávali. Díky tomuto obchodu se Ruské Americe finančně dařilo. Avšak po porážce Ruska v krymské válce se Rusové obávali o svou kolonii, která již přestávala prosperovat a její udržení komplikovala obtížná dopravní dostupnost.

## Aljaška

### Objevení Aljašky

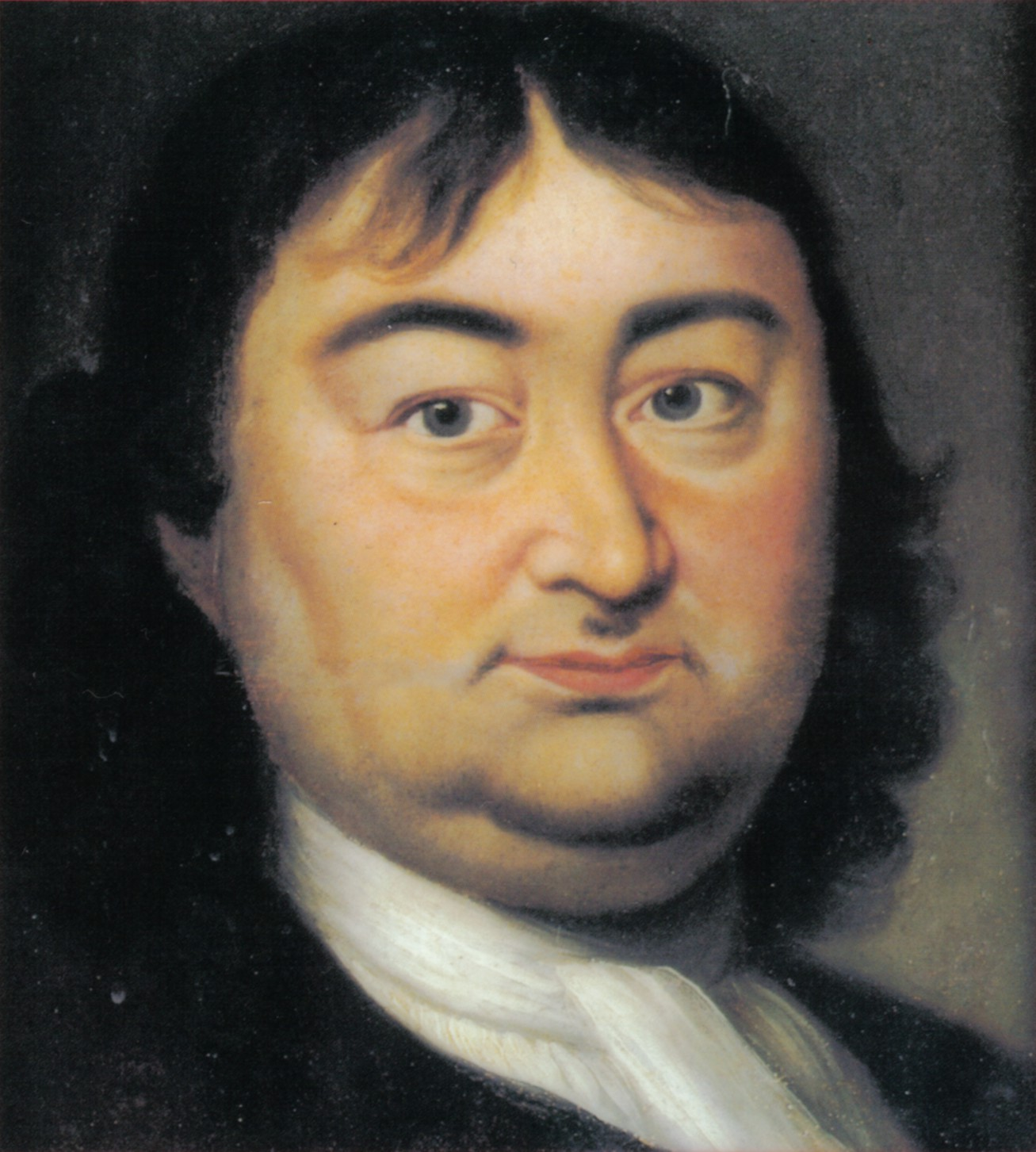
Vitus Bering

V roce 1648 jakutský kozák Semjon Dežnov a kupec Fjodot Popov v čele cca 90 kozáků na sedmi lodích (kočích) obepluli Čukotský poloostrov a jako první propluli Beringovou úžinou a prozkoumali i druhý břeh - Aljašku. Avšak když roku 1655 poslal Dežněv svoji zprávu o objevení Aljašky ruskému vládci, zpráva se z nepochopitelných důvodů do Moskvy nedostala. Tím se Rusové o Aljašce nedozvěděli a toto území dál čekalo na svého objevitele. Děžněvova expedice byla bouří rozehnána a několik kočí se ztratilo a jejich posádky se nikdy nenašly. Podle jedné z teorií jedna z Děžněvových lodí ztroskotala u pobřeží Aljašky a přeživší Rusové tam založili první neživotaschopnou osadu Kyngovej.
Až v roce 1725 vyslal car Petr I. výpravu, která se měla pokusit nalézt americké břehy. Této výpravě velel Vitus Bering, námořní kapitán dánského původu. Jeho pomocníky byli Martin Spanberg a Alexej Čirikov. Výprava se musela po souši dostat z Petrohradu až k břehům Ochotského moře. Není třeba dodávat, že šlo o vyčerpávající výpravu a cestovatelé ji splnili až za dva roky (1727). Když se Beringovi a jeho výpravě podařilo dostat na Kamčatku, ihned byla postavena plachetnice jménem Gabriel a 8. července 1728 vyplula loď směrem na východ. Výprava plula k ostrovu sv. Vavřince a poté k Diomédovým ostrovům. Bering to již považoval za přesvědčivý důkaz, že Asie a Amerika jsou od sebe odděleny mořem a výprava se vrátila zpět na Kamčatku.
V Petrohradě se však objevily pochybnosti o pravdivosti této výpravy a tak Vitus Bering vyplul znovu v květnu roku 1741 z přístavu Petropavlovsk. Výprava se skládala ze dvou lodí, přičemž lodi Svatý Petr velel sám Vitus Bering a druhé lodi Svatý Pavel velel Alexej Čirikov. Obě lodě se během plavby rozdělily a Čirikov plul severovýchodním směrem a přistál na americkém kontinentě (nejspíše u dnešního města Sitka). Poté se vydal nazpět, minul ostrov Kodiak a přistál na Kamčatce. I když se během plavby nevyskytla žádná bouře, zemřelo na lodi Svatý Pavel dvacet mužů, pravděpodobně na kurděje.
Vitus Bering neměl takové štěstí. I on doplul k Aljašce a po dvou dnech průzkumů se vracel zpět. Při zpáteční plavbě objevil Čirikův ostrov a ostrovy Semidi. V poslední srpnový den zemřel na kurděje první námořník a nemoc se rychle vybírala další oběti. Od konce září stíhala koráb jedna bouře za druhou, až nakonec přistál koráb u neznámého ostrova. V té době byla loď Svatý Petr de facto pouze vrakem a potřebovala nutné opravy. I když byli námořníci nohama pevně na zemi, stále umírali na kurděje a 8. prosince umřel i jejich kapitán Vitus Bering (ostrov dodnes nese jeho jméno). Po jeho smrti se situace zlepšila a nakonec se Rusům podařilo přečkat i polární zimu. Během jara a léta se podařilo opravit i loď a Svatý Petr a námořníci dopluli 28. srpna 1742 do Petropavlovsku (s sebou vezli i nezanedbatelný počet kožešin polárních lišek).

### Vývoj ruské Aljašky

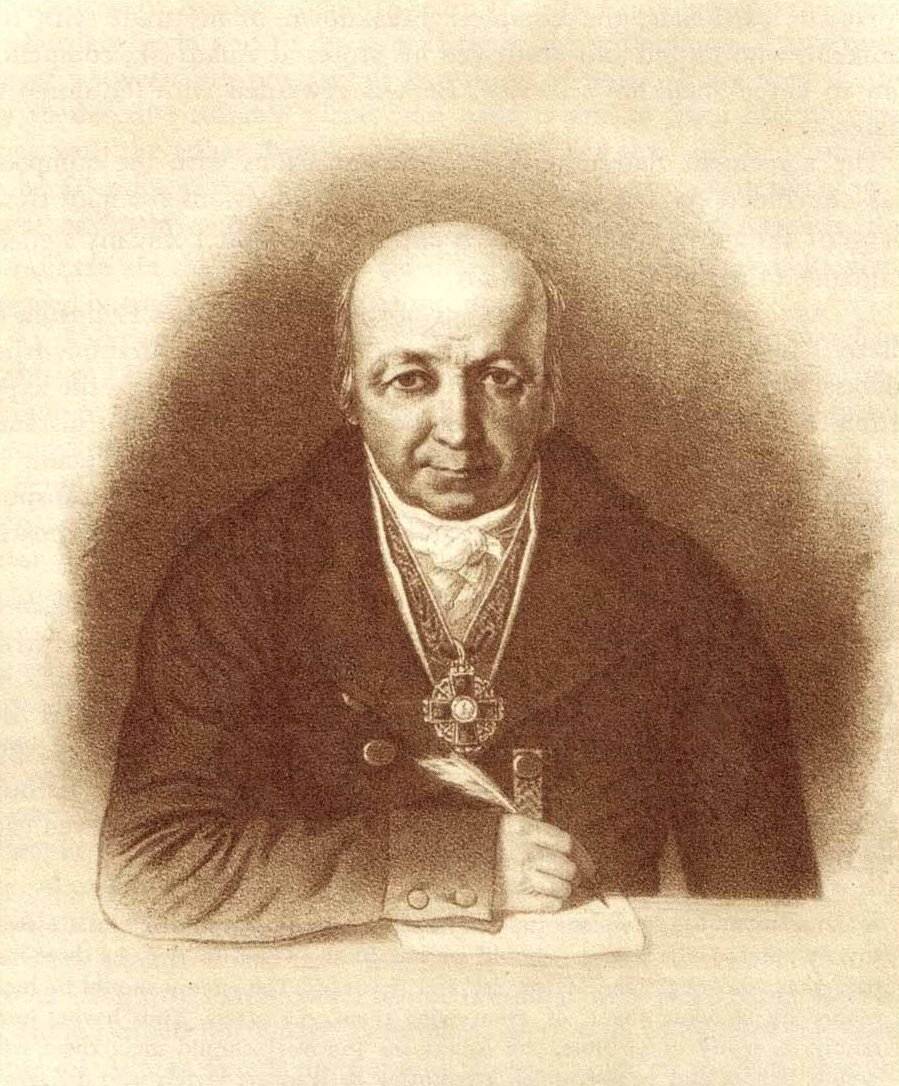
Alexander Baranov

Brzy po návratu ruské výpravy projevili o pobřeží Aljašky zájem ruští obchodníci a lovci s kožešinami, neboť zde žilo mnoho tuleňů, mořských vyder, bobrů, polárních lišek a korounů. A tak se na březích Ochotského moře začaly stavět plachetnice nazývané šitik (tj. sešívaný člun) a Rusové se vydávali na další výzkumné plavby za účelem zisku. Až do osmdesátých let však bylo působení Rusů v Americe neorganizované, to změnil Grigorij Ivanovič Šelichov. Šelichov roku 1784 založil na jihovýchodě Kodiaku první skutečnou ruskou kolonii a na rozdíl od svých předchůdců se snažil navázat přátelské vztahy s domorodci. Jeho přátelské vztahy s již zmíněnými domorodci byly opravdu pozoruhodné, Šelichov je učil stavět domy, zaměstnával je ve své společnosti a obracel je na pravoslaví. Přes všechny svízele se tomuto muži postupně dařilo sjednocovat Rusy na Aljašce a roku 1788 požádal carskou administrativu o půjčku v hodnotě 200 000 rublů a o právo založit monopolní obchodní společnost. Ruská carevna však všechny požadavky rychle odmítla, přesto to Šelichova neodradilo. Organizoval mnoho výprav stále hlouběji do Aljašky (ale i dále na jih) a ruská kolonie se zvětšovala. Roku 1790 jmenoval Šelichov správcem své společnosti Alexandra Andrejeviče Baranova, který se tak stal první správcem Rusko-americké monopolní společnosti, oficiálně uznané až v roce 1799 (velkou zásluhu o založení společnosti měl také Šelichovův nevlastní syn Nikolaj Rezanov). Po smrti Šelichova (1795) se Baranov stává duší ruské Ameriky. Baranov dokončil sjednocování Rusů v Americe a jako centrum jejich území určil ostrov Baranof (město Novo-Archangelsk, nyní Sitka). Dále pokračoval v mapování aljašského pobřeží a ostrůvků. Avšak rozpínavost Rusů podnítila k boji indiánský kmen Tlingitů, který vytrvale útočil na ostrov a byl poražený až v roce 1804 (odpor trval až do padesátých let 19. století). I přes tento problém se Rusům celkem dařilo a to hlavně díky přílivu drahých kožešin. 

Baranov se snažil zajistit kolonii soběstačnost a tak podporoval dovoz skotu a průzkum nerostného bohatství.

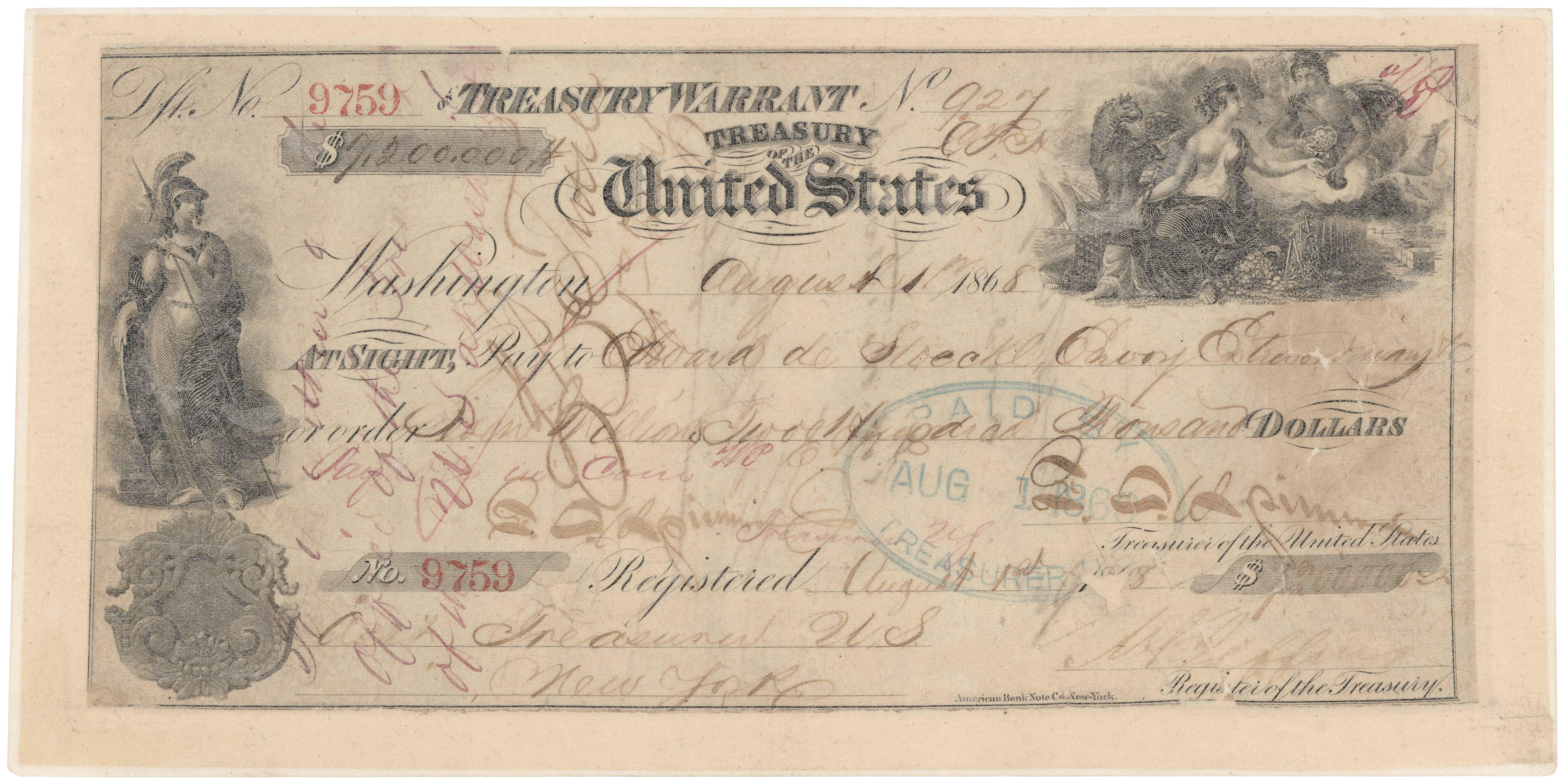
Šek použitý k platbě za Aljašku

 Pěstování obilnin se mu nakonec nedařilo realizovat a to kvůli netečnosti Rusů a drsnému klimatu. Zásoby bylo nutno opatřit jinde a Baranov vyslal výpravy na průzkum jižní oblasti pacifického pobřeží Ameriky. Již roku 1806 získala kolonie zásoby z Kalifornie a to zásluhou již zmíněného Nikolaje Rezanova (více o ruské kolonizaci tohoto pobřeží viz sekci mimo Aljašku). Další léta Baranovovy funkce se vyznačovala dokončováním mapování aljašského pobřeží. Stárnoucí Baranov se roku 1818 vydává zpět do Ruska, ale jeho organismus nezvládne změnu klimatu a tak v březnu roku 1819 umírá. Další výraznou postavou ruské Ameriky se stal baron Wrangel, který ihned zamezil bezhlavý lov kožešinových zvířat a založil první kolonii na Yukonu. V těchto letech začali Rusové využívat řeku Yukon a po této řece se plavily ruské parníky postavené v místních loděnicích. Ale objevily se i problémy. Neustále narůstalo soupeření mezi Rusy a Brity (Kanaďany) a hrozilo, že o území ruské Ameriky propuknou boje. V roce 1841 byla prodána kolonie Ross (viz níže) a to hlavně kvůli úbytku kožešinových zvířat.

### Prodej Aljašky
Po neúspěšné krymské válce se kolonie stala tajnou kartou carské diplomacie a nakonec bylo celé území nabídnuto USA. Senát USA proto na návrh státního sekretáře Williama H. Sewarda 9. dubna 1867 schválil nákup Aljašky od ruského carství za cenu dvou centů za akr, celkem tedy za 7 200 000 dolarů (přepočteno na dnešní měnu, tj. k roku 2006 je to 95 672 993 dolarů). V Sovětském svazu i v dnešním Rusku se v médiích objevovaly a objevují fámy, že Aljaška nebyla Americe prodána, ale jen pronajata na 99 či 150 let a po této době by měla být vrácena Rusku. Smlouva ovšem jasně mluví o úplném prodeji. 
V ruské Americe se také dařilo ruské pravoslavné církvi. Mimoruská pravoslavná církev a Pravoslavná církev Ameriky mohou odvozovat svůj původ od pravoslavných misií na Aljašce. Svatí Herman Aljašský, Innocent Aljašský a Petr Aleutský ukazují poměrně silnou pravoslavnou komunitu na území ruské Aljašky.

## Mimo Aljašku

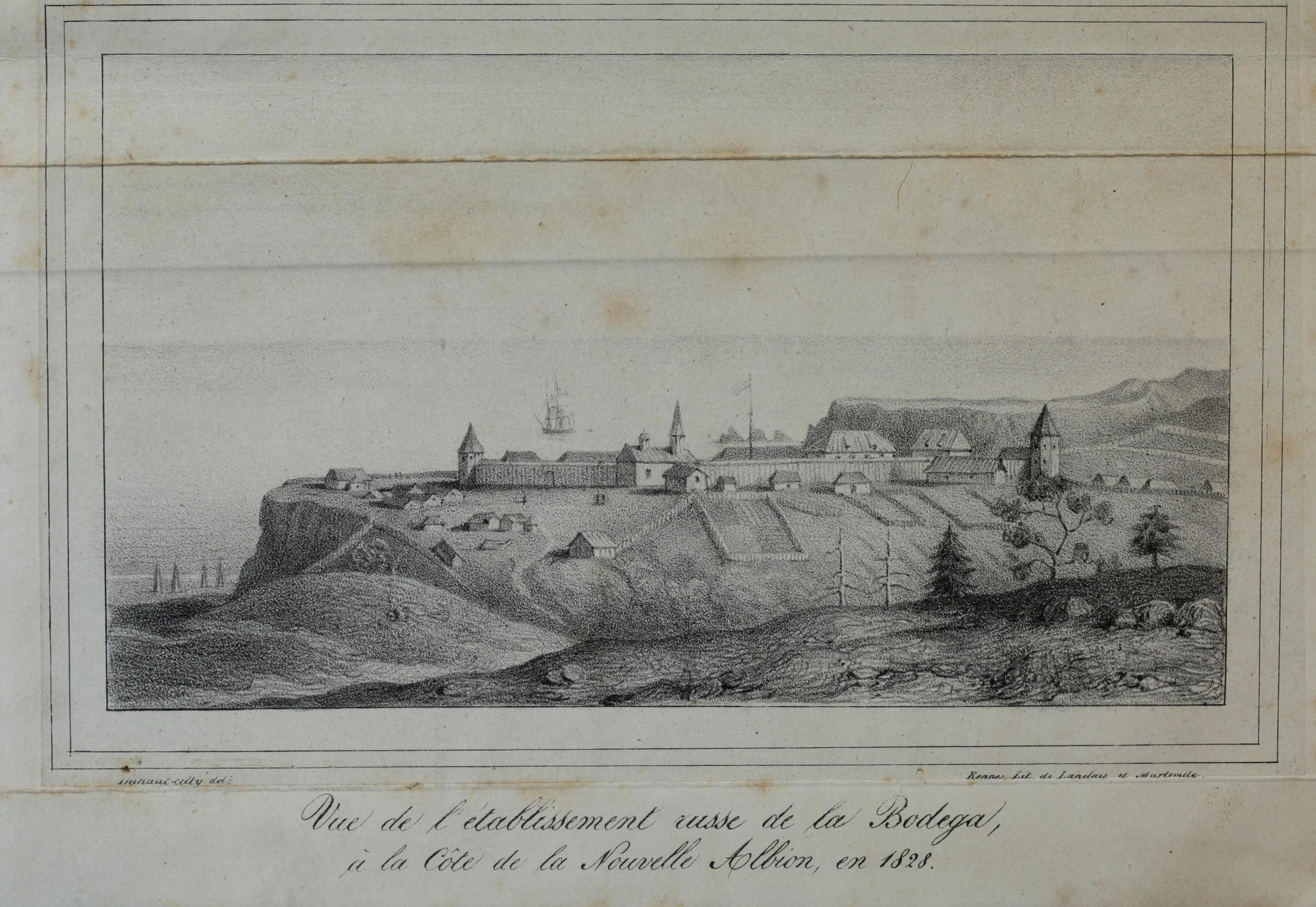
Pohled na Fort Ross z roku 1828

Přes Tichý oceán Rusové nekolonizovali jen Aljašku, ale také ostrov Kauai na Havajských ostrovech (viz Alžbětina pevnost), Britskou Kolumbii, Washington, Oregon, dokonce i severokalifornský Fort Ross daleko na jihu.
První výprava na jih, která směřovala do této oblasti byla podniknuta v roce 1808 a účastnily se jí dvě plachetnice. Jedna loď při plavbě ztroskotala, ale druhé se podařilo dostat až ke kalifornskému zálivu Bodega. Zdejší půda se zdála být úrodná a proto kapitán Kuskov zakoupil celé území zálivu od domorodců. Roku 1812 zde již stála ruská pevnůstka známá jako Fort Ross a opevněná palisádou a s různými hospodářskými budovami, kancelářemi, kaplí, dílnou a dokonce i saunou. Kolonie se měla stát sýpkou celé ruské Ameriky, ale nestalo se tak. Obilnářství se ukázalo být nevýnosné a tak Rusové začali pěstovat jiné druhy plodin jako řepu, zeleninu, brambory, ovocné stromy a dařilo se zde i chovu dobytka. Hlavní zde byl však lov kožešin, díky kterému se ruským akcionářům vracely jejich investice. Když se v této kolonii přestala vyskytovat kožešinová zvířata (kvůli masovému vybíjení), přestali ruští akcionáři vydělávat. Tito muži nerozuměli důležitosti kolonie jako zásobárny dobytka a různých plodin pro Aljašku a tak tlačili na cara, aby kolonii prodal. Ten nejdříve uvažoval o uzavření dohody buď s Mexikem či USA, ale nakonec prodal celou kolonii Ross Švýcaru Sutterovi za 30 000 piastrů.
V roce 1815 ruský podnikatel doktor Schäffer dorazil na Kauai na Havajských ostrovech a vyjednal s tamním vládcem Kaumualiim smlouvu o ochraně, car ji ale odmítl ratifikovat. Rusům na Havaji zůstala pod ochranou místních vládců pevnost Fort Elizabeth, která je jedinou dochovanou pevností z dob ruské přítomnosti v Pacifiku. Jedním z důsledků tohoto je poměrně velká pravoslavná církev na Havaji.